# Smyrna (Nueva York)
Smyrna es un pueblo ubicado en el condado de Chenango en el estado estadounidense de Nueva York. En el año 2000 tenía una población de 1418 habitantes y una densidad poblacional de 13,0 personas por km².

## Demografía
Según la Oficina del Censo en 2000 los ingresos medios por hogar en la localidad eran de $31 607, y los ingresos medios por familia eran $34 125. Los hombres tenían unos ingresos medios de $25 313 frente a los $21 111 para las mujeres. La renta per cápita para la localidad era de $11 541. Alrededor del 17,8% de la población estaban por debajo del umbral de pobreza.